# Liste der Monuments historiques in Villers-lès-Moivrons
Die Liste der Monuments historiques in Villers-lès-Moivrons führt die Monuments historiques in der französischen Gemeinde Villers-lès-Moivrons auf.

## Liste der Objekte
| Bezeichnung | Beschreibung | Standort                       | Kennzeichnung | Schutzstatus | Datum | Bild |
| ----------- | --- | ------------------------------ | ------------- | ------------ | ----- | ---- |
| Hauptaltar  | Altartisch, Altaraufbau, Tabernakel und Expositionsnische; Holz, farbig gefasst und vergoldet, Mitte des 18. Jahrhunderts | in der Kirche St-Fiacre (Lage) | PM54000989    | Classé       | 1965  |      |